# موبی دیک (فیلم ۱۹۵۶)
موبی دیک (انگلیسی: Moby Dick) فیلمی در ژانر ماجراجویی به کارگردانی جان هیوستون است که در سال ۱۹۵۶ منتشر شد.

## بازیگران
- گریگوری پک
- ریچارد باسهارت
- لئو گن
- اورسن ولز
- جیمز رابرتسن جاستیس
- برنارد میلز
- رویال دانو
- تام کلگ